# Philippe Smolikowski
Philippe Smolikowski (parfois orthographié Smolikovski) est un acteur français, notamment spécialisé dans le doublage.

## Filmographie
- 1986 : On a volé Charlie Spencer ! de Francis Huster
- 2003 : MI-5 (série télévisée) : François (saison 2, épisode 6)
- 2004 : Murder City (série télévisée) : Thierry Vasseur (saison 2, épisode 5)
- 2006 : Coups d'État (Land of the Blind) de Robert Edwards : le juge
- 2013 : The Invisible Woman de Ralph Fiennes : french doctor
- 2015 : The Program de Stephen Frears : Drouet

## Théâtre
- 1987 : Polyeucte de Corneille, mise en scène Jorge Lavelli, Comédie-Française
- 1986 : Jules César de Shakespeare, mise en scène Robert Hossein, Palais des Sports
- 1987 : Esther de Racine, mise en scène Francoise Seigner, Comédie-Française
- 1988 : Normal Heart de Ben Weeks, mise en scène Raymond Aquaviva, Espace Cardin
- 1988:  Le Simoun de Henri-René Lenormand, mise en scène Gilles Gleizes, Espace Cardin
- 1991 ; L'Epreuve de Marivaux, mise en scène Olivier Pierre, institut Français de Londres
- 1992 : Les Miroirs Brises, mise en scène Phil Simons, Institut français de Londres
- 1994 : Claude Duval de Zoe Rutland, mise en scène Zoe Rutland, Chelsea Theatre
- 1999 : Le Dibbuk de Julia Pascal, mise en scène Julia Pascal, tournée européenne
- 2001 : L'Année Zéro de Julia Pascal, mise en scène Julia Pascal, tournée européenne
- 2015 : L'entrevue de St Cloud de Harold Cobert, mise en scène Christine Renard, Chelsea Theatre
- 2015 : On a mangé le chameau de Mr Hollande de Berty Cadilhac, mise en scène Berty Cadilhac, Avignon et théâtre Daunou

## Doublage (liste sélective)

### Films
- 1994 : Petit Papa Baston : Moïse (Bud Spencer)
- 2018 : Banco : ? (?)
- 2019 : Vault : Casse contre la mafia (en) : ? (?)
- 2020 : Deliver Us from Evil : ? (?)
- 2020 : Silverland : La Cité de glace : ? (?)

### Jeux vidéo
- Metal Gear Solid : Roy Campbell et Revolver Ocelot
- Time Crisis : le narrateur et Wild Dog
- Time Crisis II : le narrateur, Wild Dog et un membre du VSSE
- MediEvil : le narrateur et Woden
- Crash Bandicoot 2: Cortex Strikes Back, Crash Bandicoot 3: Warped et Crash Team Racing : Dr Neo Cortex et Tiny Tiger
- Spyro the Dragon, Spyro 2: Gateway to Glimmer, Spyro: Year of the Dragon et Spyro: Enter the Dragonfly : voix additionnelles
- Medieval II: Total War
- Half-Life 2 : Eli Vance
- Destrega
- Control : le directeur Trench